# Sīāh Varz
Sīāh Varz (persiska: Sīāvarz, سياورز, سياه ورز) är en ort i Iran.   Den ligger i provinsen Mazandaran, i den norra delen av landet, 130 km norr om huvudstaden Teheran. Sīāh Varz ligger 39 meter över havet och antalet invånare är 893.
Terrängen runt Sīāh Varz är varierad.Runt Sīāh Varz är det ganska tätbefolkat, med 116 invånare per kvadratkilometer. Närmaste större samhälle är Tonekābon, 7,6 km norr om Sīāh Varz. I omgivningarna runt Sīāh Varz växer i huvudsak blandskog.